# Patrick J. MacEachern
Patrick „Pat“ J. MacEachern (* in Calgary, Alberta) ist ein kanadischer Theater- und Filmschauspieler.

## Leben
MacEachern ist Absolvent der Mount Royal University in seiner Geburtsstadt Calgary. Er debütierte 2006 im Kurzfilm Backcheck als Filmschauspieler. Es folgten Besetzungen in den Fernsehfilmen Nora Roberts – Tödliche Flammen, In a World Created by a Drunken God und Im Tal der wilden Rosen: Zerrissene Herzen. Neben Besetzungen in verschiedenen Kurzfilmen hatte er auch Episodenrollen in den Fernsehserien Hell on Wheels und Wynonna Earp. 2017 hatte er eine größere Rolle im Katastrophenfilm Global Storm – Die finale Katastrophe als Davis Mackie. Im selben Jahr spielte er in der Pilotfolge der Mini-Serie Faultline mit. 2019 war er in insgesamt fünf Episoden der Fernsehserie The PsyBorgs in der Rolle des John Carbon zu sehen. Der Fernsehserie ging 2016 der gleichnamige Kurzfilm PsyBorgs voraus, in dem er dieselbe Rolle verkörperte.

## Filmografie
- 2006: Backcheck (Kurzfilm)
- 2007: Nora Roberts – Tödliche Flammen (Blue Smoke) (Fernsehfilm)
- 2008: In a World Created by a Drunken God (Fernsehfilm)
- 2008: Im Tal der wilden Rosen: Zerrissene Herzen (Fernsehfilm)
- 2009: Creepy Jesus (Kurzfilm)
- 2011: Blow Me a Kiss (Kurzfilm)
- 2012: Hell on Wheels (Fernsehserie, Episode 2x10)
- 2014: Hell on Wheels (Fernsehserie, Episode 4x08)
- 2015: The Shooting of Dan McGrew (Kurzfilm)
- 2016: PsyBorgs (Kurzfilm)
- 2016: Wynonna Earp (Fernsehserie, Episode 1x01)
- 2017: Global Storm – Die finale Katastrophe (Global Meltdown) (Fernsehfilm)
- 2017: Faultline (Mini-Serie, Pilotfolge)
- 2019: The PsyBorgs (Fernsehserie, 5 Episoden)